# Long Man
Long Man è una parrocchia civile nel distretto del Weald nell'East Sussex, Inghilterra. Include i villaggi di Wilmington, Milton Street e di Folkington. Il nome della parrocchia è dato dalla figura incisa nel gesso di una collina, lunga 70 metri, dell'Uomo Lungo di Wilmington.